# آني باروز
آني باروز (بالإنجليزية: Annie Barrows)‏ هي كاتِبة وكاتبة للأطفال أمريكية، ولدت في 1962 في سان دييغو في الولايات المتحدة.

## وصلات خارجية
- آني باروز على موقع IMDb (الإنجليزية)
- آني باروز على موقع ديسكوغز (الإنجليزية)